# Thief: Deadly Shadows
Thief: Deadly Shadows – skradanka, której akcja dzieje się w realiach średniowiecznego fantasy. Gra jest trzecią częścią cyklu gier pod tytułem Thief. W nowej odsłonie unowocześniono silnik graficzny. W grze gracz ma do dyspozycji wirtualne średniowieczne Miasto, w którym jako znany z poprzednich części zawodowy złodziej Garrett wykonuje zróżnicowane misje polegające na włamaniach do pilnie strzeżonych miejsc, kradzieży wartościowych oraz unikatowych przedmiotów i ukrywaniu się w cieniu przed strażnikami. Pomiędzy właściwymi misjami można dokonywać zwykłych kradzieży kieszonkowych na ulicy Miasta lub włamywać się do mieszkań. Za sprzedane łupy gracz ma możliwość zakupienia ekwipunku, który przyda się w dalszych misjach.

## Zmiany w stosunku do poprzednich części
Ion Storm w trzeciej części serii Thief wprowadziło szereg zmian. Przede wszystkim w ekwipunku - odrzucona została m.in. strzała z liną na rzecz rękawic, pozbyto się również kilku rodzajów bomb. Możliwe jest łączenie efektów użytych broni, np. mech utworzony przy użyciu strzały mchowej bądź olej rozlany z fiolki mogą zostać podpalone przez strzałę ogniową. Ogłuszenie przeciwnika możliwe jest tylko wtedy, kiedy nie spodziewa się ataku. Gracz nie dostaje nowego ekwipunku przed każdą misją, tylko rozpoczyna ją z arsenałem z poprzedniej. Ponadto strażnicy reagują na zniknięcie niektórych przedmiotów czy otwarte drzwi. Garrett może być zauważony nawet w ciemności, nawet, gdy jest "przyklejony" do ściany. Usunięto możliwość wychylenia go w przód. Poprawiona została oprawa graficzna z zastosowaniem silnika fizycznego Havok.